# 新小岩香取神社

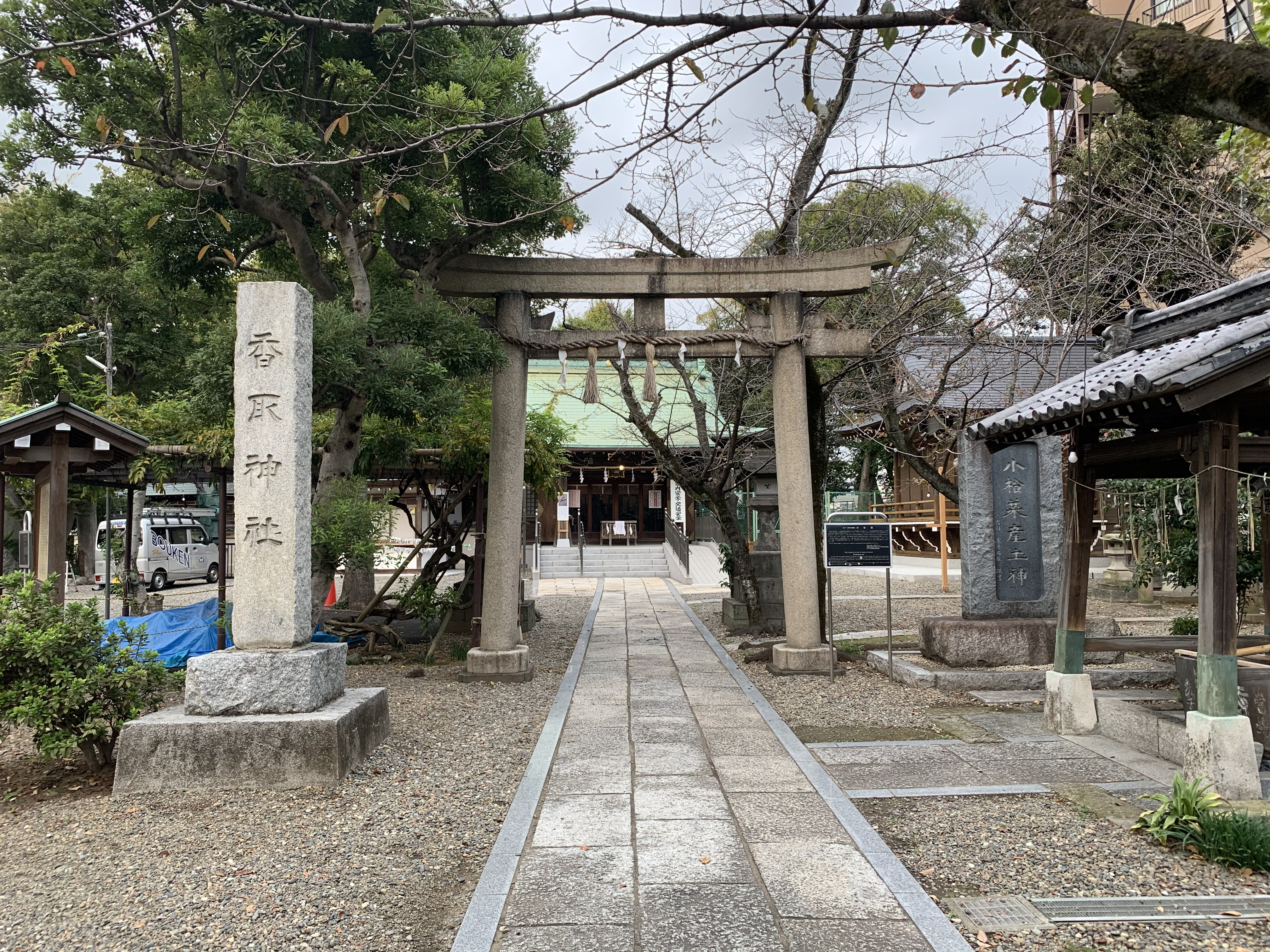
鳥居

香取神社（かとりじんじゃ）は、東京都江戸川区中央にある神社。通称は新小岩香取神社（しんこいわかとりじんじゃ）。旧称の間々井神社（ままいじんじゃ）、あるいは新小岩厄除 香取神社（しんこいわやくよけ かとりじんじゃ）としても知られる。

## 歴史
創建年代は不明である（元和3年〈1617年〉に再建と伝わる）。同じ中央4丁目で、わずか300メートル南に「香取神社」の名を持つ東小松川香取神社があるが、そちらは東小松川村の鎮守であり、かつては別の村の神社であった。当社は西小松川村の鎮守であった。
創建当時、付近は船で行き来できた湿地帯で、道ヶ島（堂ヶ島）と呼ばれた小高い島に香取神宮から経津主命を分祀したのが由来である。 当時、当地には16軒の農家しかなく、その小松川16軒農家が香取神社を創立したと伝わる。
神社の東を流れる小松川（現・小松川境川親水公園）は、下総・国府台真間と武蔵・江戸城を結ぶ重要な水路であったが、伝説によれば長禄年間、太田道灌持資が国府台控城に往来のとき、この神社に船を泊め、霊水を汲み、船路の安全を祈願したと伝わる。 現在の本殿は1823年（文政5年）、五分一に住む宮大工八郎次が用材を仕入れ、10年の歳月を経て1833年（天保3年）に完成した。厄除神として領内外の崇敬が厚く、「新小岩の厄除香取」と呼ばれ年間を通して参拝者が多く信仰を集めている。
香取神社には小松菜の由来が伝わる。1719年（享保4年）、徳川吉宗が鷹狩りで食事をする際香取神社が選ばれ、時の神主亀井和泉守永範が接待したが、これといった食材もなかった。そこで餅のすまし汁に青菜を彩りに添えたところ、吉宗はこの青菜を気に入り、神社の地名から小松菜と命名したという。境内には「小松菜産土神」や「小松菜ゆかりの里」の碑がある。
また、1936年（昭和11年）に創建された小松川神社は同社にゆかりがある。江戸川区小松川の地は、かつては武蔵国葛飾郡西小松川村の一部で同一の村を形成していた。ところが大正期の荒川放水路の開削により、荒川放水路の西岸の地域は旧西小松川村の他地域とは地理的に分断されることになった。これにより、分断された西岸から東岸に位置する当社と西小松川天祖神社に参拝することが困難になった。そこで、二神社の分霊を勧請して新しい神社を創建することになったのが小松川神社である。

## 交通アクセス
- 新小岩駅より徒歩13分。